# Meg Christian
Meg Christian, född 1946 i Lynchburg, Virginia, är en amerikansk musiker.
Christian inledde sin karriär som sångerska 1969, då hon framträdde på klubbar i Washington, D.C., och blev vid samma tidpunkt inspirerad av feminismen. Hon började skriva sånger om kvinnors liv och sina egna erfarenheter. Hon övergav sitt tidigare arbete, koncentrerade sig på att framföra musik av och för kvinnor och blev en del av den kvinnokultur, som då börjat utveckla sig. Hon deltog 1973 i grundandet av skivbolaget Olivia Records.

## Diskografi
- I Know You Know (Olivia, 1974)
- Face the Music (Olivia, 1977)
- Turning it Over (Olivia, 1981)
- Meg & Cris at Carnegie Hall (live tillsammans med Cris Williamson, Olivia, 1983)
- From the Heart (Olivia, 1984)
- Scrapbook (Olivia, 1986)
- The Fire of My Love (Syda Records, 1986)
- The Best of Meg Christian (Olivia, 1990)
- Songs of Ecstasy (Syda, 1995)